# Diachasma hispanicum
Diachasma hispanicum är en stekelart som först beskrevs av Fischer 1959.  Diachasma hispanicum ingår i släktet Diachasma och familjen bracksteklar. Inga underarter finns listade i Catalogue of Life.